# Janat Chemusto
Janat Chemusto (* 5. Juli 1998) ist eine ugandische Leichtathletin, die sich auf den Mittel- und Langstreckenlauf spezialisiert hat.

## Sportliche Laufbahn
Erste internationale Erfahrungen sammelte Janat Chemusto im Jahr 2014, als sie bei den Afrikanischen Jugendspielen in Gaborone in 9:36,94 min den vierten Platz im 3000-Meter-Lauf belegte. Anschließend startete sie über diese Distanz bei den Olympischen Jugendspielen in Nanjing und gelangte dort mit 9:22,42 min auf Rang sieben. Bei den Crosslauf-Weltmeisterschaften 2015 in Guiyang erreichte sie nach 21:10 min den 18. Platz im U20-Rennen und anschließend gewann sie bei den Jugendafrikameisterschaften in Réduit in 4:17,61 min die Silbermedaille im 1500-Meter-Lauf. Daraufhin belegte sie bei den Jugendweltmeisterschaften in Cali in 9:42,88 min den zehnten Platz über 3000 Meter und gewann dann bei den Commonwealth Youth Games in Apia in 4:19,48 min und 9:56,62 min jeweils die Bronzemedaille über 1500 und 3000 Meter. Bei den Crosslauf-Weltmeisterschaften 2017 in Kampala gelangte sie nach 20:54 min auf Rang 23 im U20-Rennen und sicherte sich in der Teamwertung die Bronzemedaille. 2022 klassierte sie sich bei den Afrikameisterschaften in Port Louis mit 4:21,36 min auf dem fünften Platz über 1500 Meter und gelangte mit 15:54,54 min auf Rang acht im 5000-Meter-Lauf. Anschließend belegte sie bei den Islamic Solidarity Games in Konya in 4:16,72 min und 16:59,9 min jeweils den vierten Platz über 1500 und 5000 Meter. 2023 wurde Chemusto auf das Steroidhormon Nandrolon getestet und daraufhin von der Athletics Integrity Unit (AIU) für vier Jahre rückwirkend ab Juli 2023 gesperrt sowie alle ihre Ergebnisse ab dem 13. Mai 2023 aberkannt.
2017 wurde Chemusto ugandische Meisterin in der 4-mal-400-Meter-Staffel und 2022 über 800 Meter.

## Persönliche Bestzeiten
- 800 Meter: 2:06,86 min, 25. Juni 2022 in Kampala
- 1500 Meter: 4:15,90 min, 3. März 2018 in Kampala
- 3000 Meter: 9:10,74 min, 20. August 2014 in Nanjing
- 5000 Meter: 15:49,84 min, 3. März 2018 in Kampala